# Щербинин, Михаил Павлович
Михаил Павлович Щербинин (1807—1881) — действительный тайный советник, сенатор, председатель Московского цензурного комитета (1860—1865). Автор историко-мемуарных трудов (в т.ч. биографии своего покровителя М. С. Воронцова). Внук княгини Екатерины Дашковой.

## Биография
Незаконный сын московского губернского предводителя дворянства Павла Михайловича Дашкова (1763—1807), последнего из князей Дашковых. Родился 30 ноября (12 декабря) 1807 года. Воспитывался в доме бездетной тетки своей (сестры отца) Анастасии Михайловны Щербининой (1760—1831) и получил фамилию её мужа. По окончании блестящего домашнего образования, 21 июня 1826 года поступил на службу под непосредственное начальство графа Михаила Семёновича Воронцова (бывшего в то время новороссийским генерал-губернатором и полномочным наместником Бессарабской области), лично предложившего во время проезда через Москву своей двоюродной сестре, А. М. Щербининой, определить Михаила Павловича на службу в свою гражданскую канцелярию.
Почти при самом начале службы Щербинин участвовал при осаде Варны и находился во всех главных военных действиях на Кавказе во время управления этим краем князя Воронцова. В походе на Дарго Щербинин показал пример личного мужества, за что 9 августа 1845 года был награждён чином действительного статского советника.
Гражданская деятельность Щербинина была чрезвычайно разносторонней. Он два раза принимал непосредственное участие в борьбе с чумой в Севастополе (в 1830 г.) и Одессе (в 1829 и 1837 гг.); в 1841 г. прилагал старания к выполнению мер, принятых для устройства плавания по Дунаю, и оказал содействие при устройстве Виртембергских колоний в Новороссийском крае, а впоследствии и на Кавказе.
В 1840-х годах он исполнял обязанности секретаря Императорского общества сельского хозяйства южной России; затем состоял директором главного статистического комитета Новороссийского края, а в 1852 г. ему был поручен главный надзор за изданием кавказского календаря. С 9 августа 1845 года состоял в чине действительного статского советника.
В 1856 году Щербинин оставил службу на Кавказе по случаю назначения его сенатором. В этом же году он был произведён в тайные советники и назначен присутствовать в 7-м департаменте Правительствующего сената. Перемещённый в том же году в Межевой департамент, Щербинин в 1858 г., по Высочайшему повелению, был назначен на ревизию Витебской губернии по случаю неприязненных отношений между губернатором и губернским предводителем дворянства Юрьевичем, а также по случаю стремления помещичьих крестьян к отпадению от православия и перехода их в католичество; заметную помощь в этом деле ему оказал будущий сенатор Н. И. Ягн. По окончании ревизии Щербинин был перемещён в 4-й департамент, а в 1859 г. — в 1-й.
В 1860 году он был назначен членом Главного управления цензуры и председателем Московского цензурного комитета, с назначением присутствовать во 2-м отделении 6-го департамента. Сверх обязанностей по Сенату и по цензурному комитету, Щербинину, вследствие предложения председателя Московского опекунского совета, князя Н. И. Трубецкого, назначен был почетным опекуном и вместе с тем заведующим Павловской больницей. Когда же выяснилась необходимость в изменении системы цензурного надзора за книгопечатанием и в применении к нему карательного законодательства и приступлено было в Санкт-Петербурге к составлению проекта устава книгопечатания, внесённого на рассмотрение Государственного совета, Щербинин был призван участвовать в обсуждении проектированных правил. Устав удостоился Высочайшего утверждения 6 апреля 1865 г., а 30 августа того же года на Щербинина было возложено звание начальника Главного управления по делам печати, с оставлением сенатором и почетным опекуном; в звании этом он состоял до 2 декабря следующего года, когда был уволен, согласно прошению, с производством в действительные тайные советники.
1 января 1867 г. он был перемещён к присутствованию во 2-й департамент Сената и одновременно назначен заведующим Николаевским сиротским институтом. С 1 января 1868 г. Щербинин состоял первоприсутствующим в Межевом департаменте (где его многолетнее личное знакомство с Бессарабией и Кавказом в особенности пригодилось при разрешении многочисленных и спорных дел, принадлежащих этим местностям), а 16 апреля того же года назначен был заведующим Санкт-Петербургским училищем глухонемых. Это училище обязано Щербинину учреждением особого класса для усовершенствования в ремеслах окончивших общий курс и освобождением беднейших учеников и учениц от взноса платы за обучение. Им же были составлены сборники для чтения воспитывающихся в училище, и по его же почину и указаниям был составлен проект устава Общества попечения о глухонемых.
В 1870 г. Щербинин избран был почётным мировым судьей Новооскольского уезда Курской губернии и во время летних сенатских вакаций, по мере возможности, принимал участие в местных съездах мировых судей. В браке с Юлия Ивановна Прибиль (1829 - 19.02.1906). Скончался Щербинин 3 сентября 1881 года в Содене, в Германии, куда отправился для курортного лечения. Его дочь Мария была замужем за управляющим Мингрелией действительным статским советником Михаилом Егоровичем Чиляевым.
Доктор Э. С. Андреевский, бывший вместе с Щербининым в Даргинском походе, писал: «Весёлость характера (Щербинина) разливалась и на других. После обеда он всегда находил средства забавить гостей какою-нибудь фарсою и между прочим танцевал несколько раз лезгинку с графом Гейденом и бароном Минквицем, которая надолго остаётся в памяти каждого. Нельзя представить себе что-нибудь более комическое». Далее Андреевский пишет: «М. П. Щербинин, по обыкновению поспевал во все артели, везде его принимали радушно и везде он умел радушно отплатить за приём. Его фарсы и радостные визги возбуждали общий хохот».